# Krishna Levy
Krishna Levy est un compositeur français de musiques de films.

## Biographie
Il est né le 27 mai 1964 à New Delhi (Inde), a suivi sa formation de compositeur aux États-Unis, au Berklee College of Music et au New England Conservatory of Music. Il vit et travaille à Paris.

## Filmographie sélective
- 1995 : Fast de Dante Desarthe
- 1996 : Comment je me suis disputé... (ma vie sexuelle) d'Arnaud Desplechin
- 1999 : Karnaval de Thomas Vincent
- 2000 : Cours toujours de Dante Desarthe
- 2001 : Ali Zaoua, prince de la rue de Nabil Ayouch
- 2001 : Quand on sera grand de Renaud Cohen
- 2002 : Huit Femmes de François Ozon
- 2004 : Je suis un assassin de Thomas Vincent
- 2004 : Le Dernier Trappeur de Nicolas Vanier
- 2006 : Je me fais rare de Dante Desarthe
- 2006 : The Fall de Tarsem Singh
- 2007 : Contre-enquête de Franck Mancuso
- 2008 : Whatever Lola Wants de Nabil Ayouch
- 2008 : Le Nouveau Protocole de Thomas Vincent
- 2009 : Je l'aimais de Zabou Breitman
- 2009 : Loup de Nicolas Vanier
- 2011 : 1, 2, 3, voleurs de Gilles Mimouni (TV)
- 2012 : Je fais feu de tout bois de Dante Desarthe
- 2013 : Dancing in Jaffa de Hilla Medalia
- 2016 : Le Passe-muraille (téléfilm) de Dante Desarthe
- 2025 : Projet Orloff saison 2 (podcast) de France culture

## Récompenses
- 2003 : Étoile d'or du compositeur de musique originale de films, pour sa composition pour le film Huit Femmes de François Ozon.
- 2001 : Prix "Mozart du 7ème art" au Festival international musique et cinéma de l'Yonne d'Auxerre pour Ali Zaoua, prince de la rue de Nabil Ayouch.